# 쿠웨이트 국영석유공사
쿠웨이트 국영석유공사(아랍어: مؤسسة البترول الكويتية, 영어: Kuwait Petroleum Corporation)는 쿠웨이트 국영 석유 회사로서, 본사는 쿠웨이트 시티에 위치하고 있다.

## 종속 기업
- 쿠웨이트 석유 회사(KOC)
- 쿠웨이트 국영 석유 회사(KNPC)
- 석유화학공업(PIC)
- 쿠웨이트 오일 탱커 회사(KOTC)
- 쿠웨이트 외국 석유 탐사 회사(KUFPEC)
- 쿠웨이트석유국제유한공사(KPI - Q8)
- 쿠웨이트 걸프 석유회사(KGOC)
- 쿠웨이트 통합석유화학공업(KIPIC)